# اروین ویلهلم مولر
 اروین ویلهلم مولر (انگلیسی: Erwin Wilhelm Müller؛ زاده ۱۳ ژوئن ۱۹۱۱ درگذشته ۱۷ مه ۱۹۷۷) یک فیزیک‌دان اهل آلمان بود.